# Nagylózna község
Nagylózna község (románul: Comuna Lozna) község Szilágy megyében, Romániában. Központja Nagylózna, beosztott falvai Ködmönös, Kőlózna, Lesvölgy, Lóznavölgy.

## Népessége
A 2011-es népszámlálás adatai alapján a község népessége 1072 fő volt.